# Xerini
Xerini (лат.) — триба африканских грызунов из семейства беличьих. 

## Ареал и местообитания
Представители трибы распространены на северо-востоке и западе Африки, а также в Средней Азии. Населяют саванны, светлые леса, полупустыни и пустыни.

## Образ жизни
Питаются семенами и плодами растений, съедобными корневищами и луковицами. Могут заметно вредить посевам арахиса и сладкого картофеля. Также питаются различными насекомыми, мелкими пресмыкающимися, яйцами птиц.

## Классификация
Кристуфек и соавторы (2015) относят к трибе Xerini 5 родов и 6 видов: 
- Род Atlantoxerus
  - Магрибская белка (Atlantoxerus getulus)
- Род Euxerus
  - Полосатая земляная белка (Euxerus erythropus)
- Род Geosciurus
  - Капская земляная белка (Geosciurus inauris)
  - Дамарская земляная белка (Geosciurus princeps)
- Род Spermophilopsis
  - Тонкопалый суслик (Spermophilopsis leptodactylus)
- Род Xerus
  - Рыжая земляная белка (Xerus rutilus)

Euxerus и Geosciurus традиционно рассматриваются в качестве подродов рода Xerus. Как показало исследование Кристуфека и соавторов (2015), эти два таксона достаточно сильно различаются между собой по строению нуклеотидных последовательностей и по морфологии черепа и зубов, чтобы их можно было считать самостоятельными родами.